# 23469 Neilpeart
23469 Neilpeart è un asteroide della fascia principale. Scoperto nel 1990, presenta un'orbita caratterizzata da un semiasse maggiore pari a 2,6683052 UA e da un'eccentricità di 0,1976828, inclinata di 11,11697° rispetto all'eclittica.